# Вудлејк (Вирџинија)
Вудлејк (енгл. Woodlake) насељено је место без административног статуса у америчкој савезној држави Вирџинија.

## Демографија
По попису из 2010. године број становника је 7.319.
| Група             | 2000.    | 2010.         |
| Белци             | 0 (0,0%) | 6.287 (85,9%) |
| Афроамериканци    | 0 (0,0%) | 504 (6,9%)    |
| Азијати           | 0 (0,0%) | 170 (2,3%)    |
| Хиспаноамериканци | 0 (0,0%) | 219 (3,0%)    |
| Укупно            | 0        | 7.319         |